# پومرانی غربی

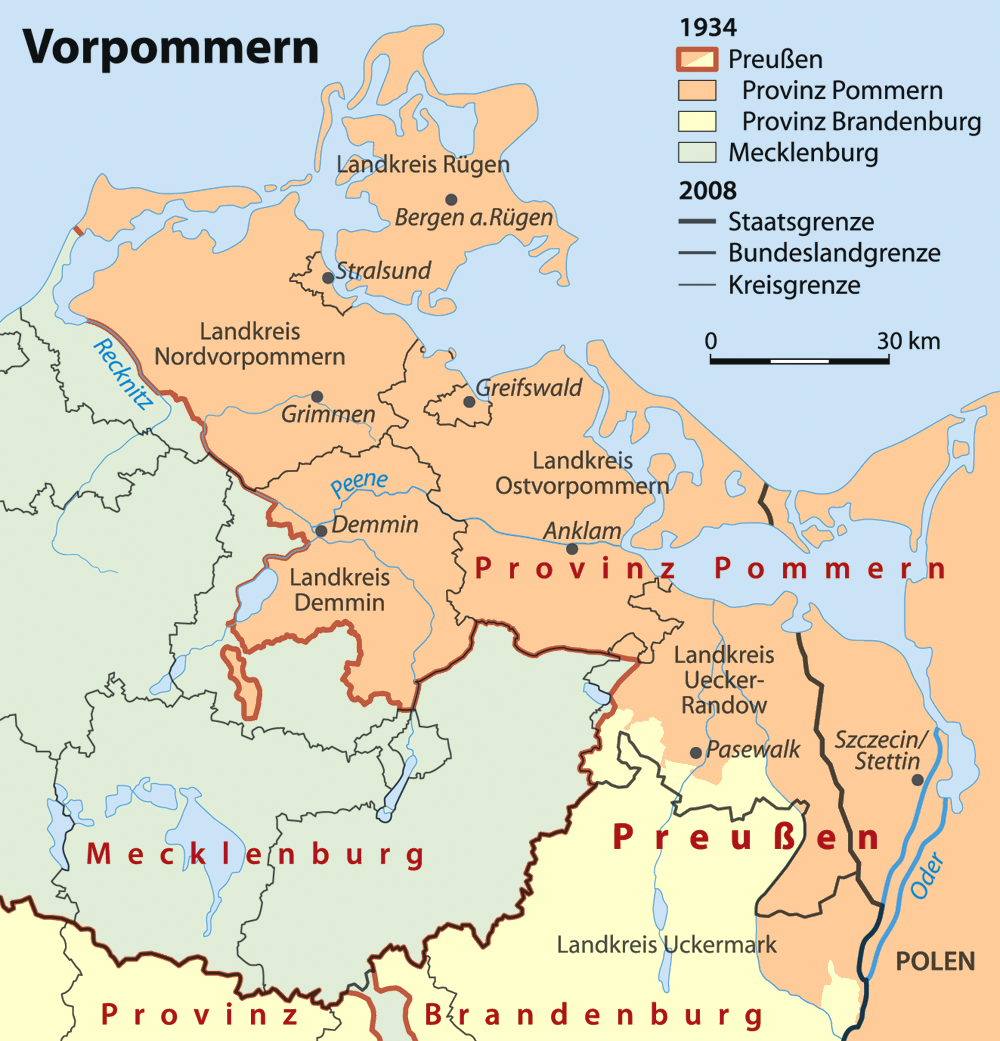

پومرانی غربی (آلمانی: Vorpommern) منتهی الیه غربی منطقه تاریخی دوک نشین، بعداً استان پومرانی است که امروزه بین ایالت‌های مکلنبورگ-فورپومرن و براندنبورگ فقط (گارتس و مشرین) در آلمان و استان پومرانی غربی در لهستان تقسیم می‌شود.